# Duguetia rionegrensis
Duguetia rionegrensis là loài thực vật có hoa thuộc họ Na. Loài này được Zuilen & Maas mô tả khoa học đầu tiên năm 1994.